# Cognitieve poëtica
Cognitieve poëtica is een recent ontstane literair-kritische benadering van de literatuur die cognitieve taalkunde en psychologie betrekt bij de analyse van teksten. Deze school van literaire kritiek concentreert zich op de manier waarop lezers de taal van de literaire teksten verwerken.
Cognitieve poëtica is een nog relatief nieuwe discipline, die echter aanknoopt met veel oudere tradities en vormen van analyse zoals de klassieke retorica. In feite combineert het het klassieke trivium van retorica, grammatica en logica. Reuven Tsur zou de term geïntroduceerd  hebben in zijn proefschrift uit 1971 over de theorie van de poëzie en de waarneming.
Cognitie en poëtiek zijn, volgens Peter Stockwell, nauw betrokken bij het lezen van literatuur: cognitie heeft hier te maken met mentale processen die samengaan met lezen, en poëtica betreft het vak of de kunst van de literatuur. Context is een cruciaal begrip voor de cognitieve poëtica. Vragen die de lezer zich tijdens of na het lezen stelt over de context zijn bijvoorbeeld Waar gaat het over? Wat betekent het? Wat betekent het voor mij?
Volgens aanhangers van de cognitieve poëtiek benadrukte eerdere moderne literaire kritiek te veel verschil, ambiguïteit en ambivalentie, terwijl cognitieve poëtica verschillende lezersopvattingen kan omvatten met echte lezers uit diverse achtergronden, die echte literatuur in de echte wereld lezen. Cognitieve poëtica zou het potentieel hebben om individuele interpretaties, alsmede interpretaties die worden gedeeld door een groep, gemeenschap of cultuur tot eenheid te brengen.

## Bron
- Peter Stockwell: Cognitive Poetics: An Introduction, Routledge, 2002

1. ↑  Stockwell, p.8.